# Môtiers
Môtiers je bývalá samostatná obec v kantonu Neuchâtel na západě Švýcarska. Žije zde asi 800 obyvatel. 
Dříve samostatná obec vytvořila k 1. lednu 2009 společně s obcemi Boveresse, Buttes, Couvet, Fleurier, Les Bayards, Noiraigue, Saint-Sulpice a Travers novou obec Val-de-Travers.

## Geografie

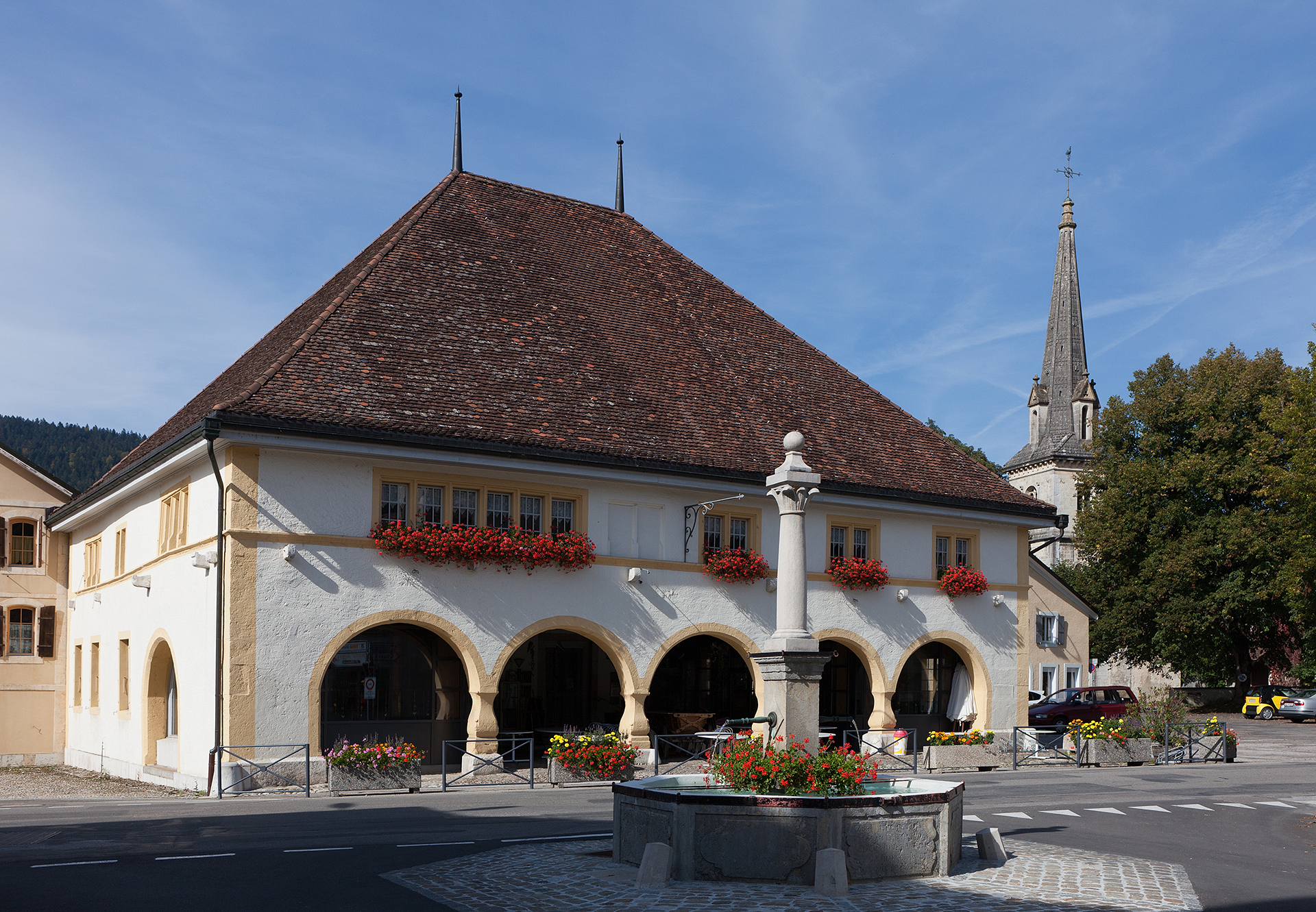
Bývalá tržnice v centru obce

Môtiers leží v nadmořské výšce 737 m, vzdušnou čarou 26 km západojihozápadně od hlavního města kantonu, Neuchâtelu. Obec se rozkládá v západní části údolí Val de Travers v plochém údolí jižně od řeky Areuse a podél potoka Bied v Neuchâtelském Jurovi.
Na ploše 6,4 km² bývalého území obce se nachází část údolí Val de Travers. Severní hranici tvořila zčásti korigovaná a napřímená řeka Areuse a zčásti bývalý tok řeky, dnes známý jako Vieille Areuse. Na jihu se území obce rozprostíralo po plochém dně údolí až k sousední antiklinále Chasseron, která je zde rozdělena erozními údolími řeky Bied a jejích přítoků. Na jihovýchodě zasahuje území do náhorní plošiny Nouvelle Censière, kde se nacházejí rozsáhlé jurské vysokohorské pastviny s typickými mohutnými smrky, stojícími buď jednotlivě, nebo ve skupinách. Nejvyššího bodu Môtiers bylo dosaženo ve výšce 1270 m n. m. na vrcholu řetězce Chasseron. V roce 1997 bylo 8 % rozlohy obce pokryto zastavěnou plochou, 50 % lesy a lesními porosty, 40 % zemědělstvím a něco málo přes 1 % neproduktivní půdou.
K Môtiers patřilo několik samostatných zemědělských podniků v údolí a na výšinách masivu Chasseron. Sousedními obcemi Môtiers byly Fleurier, Boveresse a Couvet v kantonu Neuchâtel a Provence a Romairon v kantonu Vaud.

## Historie

Letecký pohled (1950)

Môtiers je nejstarší obcí v údolí Val de Travers. Její název je odvozen od latinského monasterium („klášter“). Další názvy v průběhu času byly Mostiers, Moustiers a Moutier. V 10. století založili benediktinští mniši na území dnešní obce Môtiers klášter a začali získávat zpět údolí Val de Travers, které bylo v té době součástí území Burgundského království. Na tomto místě stál kostel pravděpodobně již v 8. století. Benediktinské převorství Saint-Pierre v Môtiers bylo původně pobočkou opatství Cluny, od roku 1107 patřilo francouzskému opatství La Chaise-Dieu až do jeho zrušení po reformaci.
Kolem opatství se postupně rozvíjela vesnice Môtiers. Převorství drželo nad údolím Val de Travers církevní i světskou správu až do roku 1237, kdy údolí připadlo hrabatům z Neuchâtelu jako léno od svobodného burgundského hrabství. Ti posilovali svůj vliv nad údolím zejména od 14. století, který podpořili výstavbou hradu nad Môtiers v roce 1344. Hrad se stal sídlem kastelána Vautravers (známého také jako Val-de-Travers) a Môtiers se stalo regionálním centrem údolí s tržnicí „Hôtel des Six Communes“, kde se každý čtvrtek konal týdenní trh. V důsledku toho moc převorství prudce poklesla a skončila sekularizací v roce 1536; mniši emigrovali do Francie.
Svrchovanost nad oblastí zůstala Neuchâtelu, který se v roce 1648 stal knížectvím a od roku 1707 byl personální unií spojen s Pruským královstvím. V roce 1806 byla oblast postoupena Napoleonovi a v roce 1815 se v rámci Vídeňského kongresu dostala do Švýcarské konfederace, přičemž pruští králové zůstali až do roku 1848 (formálně do Neuchâtelské smlouvy z roku 1857) také knížaty Neuchâtelu.
V roce 1723 padla řada domů v Môtiers za oběť požáru vesnice. V letech 1762 až 1765 byla obec sídlem Jeana-Jacquese Rousseaua. Během industrializace údolí Val-de-Travers zaostávalo Môtiers v rozvoji za sousedními vesnicemi Fleurier a Couvet, ale udrželo si status sídla regionální správy a po roce 1848 se stalo hlavním městem okresu Val-de-Travers.

## Obyvatelstvo

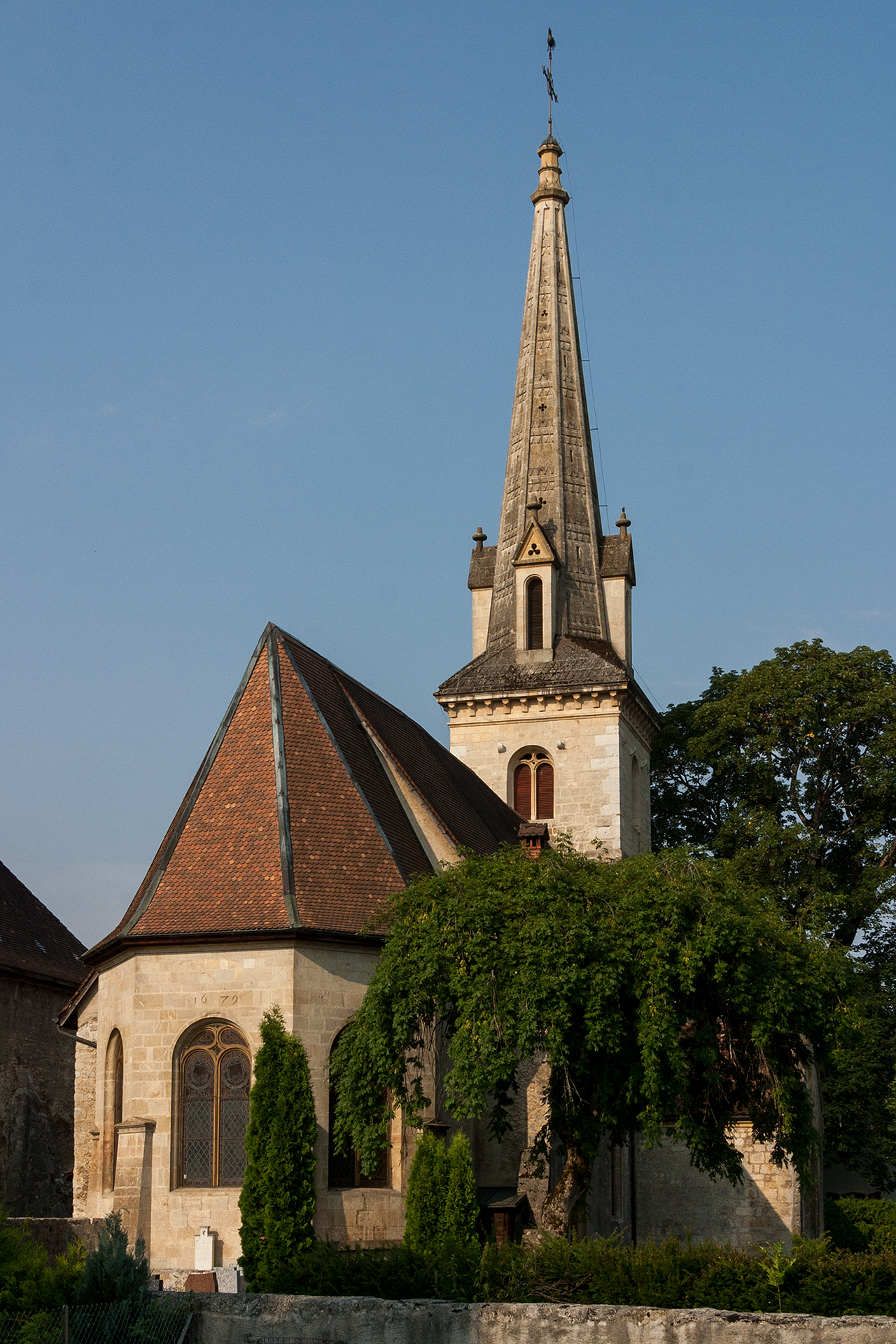
Kostel

V roce 2000 mluvilo 93,8 % obyvatel francouzsky, 2,6 % německy a 1,1 % italsky. Počet obyvatel Môtiers trvale rostl až do roku 1900 (1043 obyvatel), poté klesal a ustálil se na přibližně 800 obyvatelích.

## Hospodářství
Až do poloviny 19. století bylo Môtiers převážně zemědělskou obcí. Hospodářská struktura se pak změnila se založením továren v hodinářském a textilním průmyslu a koželužny. Důležitým zdrojem příjmů obyvatel Môtiers bylo pěstování pelyňku (Artemisia absinthium) pro výrobu absintu, který byl v roce 1908 na základě spolkového referenda zakázán. Historii produkce absintu v této oblasti mapuje muzeum absintu, sídlící právě v Môtiers. Dnes se obyvatelé živí zemědělstvím, kde převažuje chov dobytka (dojnic), a výrobou vína a šumivého vína (Champagne suisse). Další pracovní příležitosti zajišťuje IT firma a místní drobní podnikatelé. Mnoho pracujících dojíždí za prací do větších sídel v údolí Val de Travers nebo do Neuchâtelu.

## Doprava
Bývalá obec má dobré dopravní spojení. Leží na bývalé hlavní silnici z Couvet do Fleurier. Severní stranou údolí vede současná státní silnice z Neuchâtelu přes hraniční přechod Les Verrières do Pontarlier ve Francii. Železniční trať z Travers do Saint-Sulpice se stanicí v Môtiers byla otevřena 24. září 1883.